# DR 6
DR 6 – mgławica emisyjna znajdująca się w  gwiazdozbiorze Łabędzia. Jest odległa około 4000 lat świetlnych od Ziemi, a jej średnica wynosi około 15 lat świetlnych.
Mgławica DR 6 została wyrzeźbiona przez silne wiatry gwiazdowe oraz energetyczne światło dziesięciu młodych gwiazd znajdujących się w jej centrum. Nietypowe zagłębienia DR 6 przypominają ludzką czaszkę. „Nos” tej czaszki, o średnicy około 3,5 roku świetlnego, jest miejscem, w którym znajdują się wszystkie gwiazdy, które wyrzeźbiły mgławicę. Grupa gwiazd jest bardzo młoda, powstały one nie wcześniej niż 100 000 lat temu.